# نیوتون، آیکلیف
نیوتون (به انگلیسی: Newton Aycliffe) یک شهرک در بریتانیا است که در Great Aycliffe واقع شده‌است. نیوتون ۲۶٬۶۳۳ نفر جمعیت دارد.